# 作事奉行
作事奉行是江户时代江户幕府和各藩设立的一个职务，负责监督建筑物的建造和修理。
作事奉行的职务可以追溯到安土时代。当时，织田信长设立了多种奉行职务，其中包括作事奉行。但织田信长设置的奉行大多是临时职务，并非常设职务。
在丰臣秀吉去世和江户幕府建立之间的庆长六年（1601年），小堀正次被任命为伏见城的作事奉行。除城池外，天正十四年（1586年），片桐且元被任命为方广寺大佛殿（京大佛）的作事奉行。然而，随着江户时代的到来，宫大工的事务由寺社奉行管理。
江户幕府的作事奉行，除了大工头以外，还包括其他建造技术人员，他们作为士分得到处理，负责领导建设技术人员群体，确保江户城的维护和修缮（宫大工则由寺社奉行管理）。作事奉行与普请奉行、小普请奉行一起被称为“下三奉行”。